# توالی آکورد
توالی آکورد (انگلیسی: Chord progression) یا «توالی هارمونیک» در یک قطعهٔ موسیقی، الگویی است عبارت از امتداد و پیشرفت یک سری از آکوردهای خاص از گام که به ترتیب دنبال می‌شوند. «توالی آکورد» پایه و اساسِ هارمونی در سَنتِ موسیقی کلاسیک از دوران قواعد مشترک تا قرن بیست‌ و‌ یکم بوده‌است. همچنین زیربنای سایر سبک‌های موسیقی عامه‌پسند و رایج مانند: موسیقی فولک معاصر، موسیقی راک، پاپ، بلوز و جاز را تشکیل می‌دهد. در این سبک‌های متفاوت، الگوی «توالی آکورد» نقش و ویژگیِ تعیین‌کننده‌ای دارد که ملودی و ریتم بر اساسِ آن ساخته می‌شود.

## ساختار

### تعریف
هر آکورد در گام دیاتونیک ممکن است بر روی یکی از نت‌های گام بنا شده باشد. بنابر این، هر کدام از درجات گام دیاتونیک، می‌تواند تبدیل به یک پایه آکورد متعلق به خودش گردد. الگوی «توالی آکورد»، تابعی از نقش هارمونیک در این مجموعه است که آکوردهایی خاص در درون آن جای می‌گیرند.

### کاربرد
وظیفهٔ «توالی آکورد» در موسیقی تنال، یکی از کارکردهای: سازماندهی کلید یا ایجادِ تضادی متفاوت در آن را دارد. توالی آکوردِ رایجی مانند الگوی (I→vi→ii→V)، در تئوری موسیقی کلاسیک با اعداد رومی مشخص می‌شود. در بسیاری از سبک‌های عامه‌پسند، توالی آکورد با استفاده از نام و «کیفیت آکورد» (ماژور، مینور، افزوده و کاسته) بیان می‌شود؛ به‌عنوان مثال الگوی رایجی که قبلاً نام برده شد، اگر در دو ماژور باشد، به صورت: دو ماژور (C)، لا مینور (Am)، ر مینور (Dm) و سل ماژور (G) در پارت موسیقی یا یادداشتی جداگانه نوشته می‌شود. بدین ترتیب در این نوع نوشتار، مثلاً در آکورد اول، علامت (C)، بیانگر این است که پایهٔ آکورد در دو ماژور است و متعلق به یک آکورد ماژور و بر روی نت دو ساخته شده‌است.

### آکوردهای دیاتونیک و کروماتیک

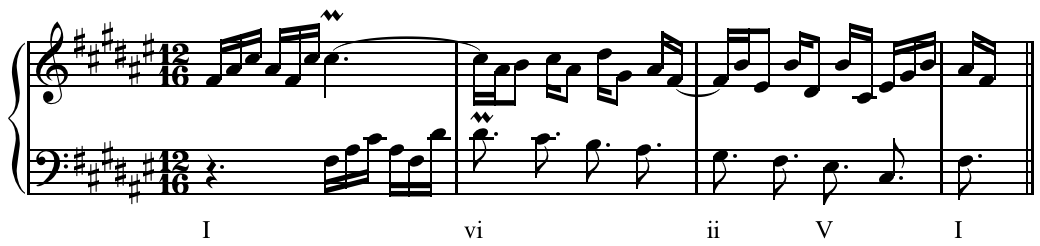
یک مثال از «توالی آکورد» (vi→ii→V→I)، پرلود در فا دیز ماژور، از مجموعۀ کلاویه خوش‌آهنگ، کتاب اول، اثر: یوهان سباستیان باخ.

هارمونیزه‌کردنِ هر گام ماژور با استفاده از سه آکوردِ سه‌صدایی بر اساس درجه‌های یک، چهار و پنج به‌دست می‌آید. از این سه‌صدایی‌ها به ترتیب با نام آکورد تونیک (I)، آکورد زیرنمایان (IV) و آکورد نمایان (V)، یاد می‌شود، و با سه آکورد مذکور می‌توان هر نتی از گام را هارمونیزه کرد. بسیاری از موسیقی‌های محلی، فولکلور معاصر و راک‌اندرول، فقط از این سه نوع آکورد استفاده می‌کنند.
همچنین در همین گامِ ماژور، به ترتیب سه آکورد فرعی با نام‌های آکورد روپایه (ii)، آکورد میانی (iii) و آکورد رونمایان (vi) وجود دارند که این آکوردها مانند سه آکورد اصلی در ماژور، رابطه‌ای شبیه به یکدیگر در گام مینور نسبی دارند، به‌طوری که می‌توان این سه آکورد را در گام مینور به‌عنوان درجه‌های یک (i)، چهار (iv) و پنج (v)، مشاهده کرد. به‌عنوان مثال مینور نسبیِ دو ماژور، لا مینور است و در این گام، درجات یک (i)، چهار (iv) و پنج (v)، به صورت لا مینور، ر مینور و می مینور ظاهر می‌شوند؛ اما اغلب در گام مینور، سوم آکورد در نمایان (v)، نیم‌پرده به بالا تغییر می‌کند تا به یک آکورد ماژور (V) (یا آکورد هفت نمایان) تبدیل شود.
افزون بر این، درجۀ هفت (محسوس) در گام ماژور (viio) یک آکورد کاسته است.
آکورد ممکن است دارای نت‌هایی خارج از گام دیاتونیک و متعلق به گام کروماتیک باشند. ابتدایی‌ترین تغییر کروماتیکی، شاید آکورد آلتره در آهنگ‌های سادهٔ فولکلور باشد که روی نت چهارم گام رخ می‌دهد و این در زمانی است که سوم آکورد روی درجهٔ دوم (ii) نیم‌پرده بالا می‌رود. چنین آکوردی معمولاً به‌عنوان آکورد ثانویه (V/V) عمل می‌کند. در برخی موارد، نت‌های کروماتیکی برای مدولاسیون به یک گام جدید معرفی گشته و در آن حل می‌شوند تا بعداً به گام اصلی برگردد، به طوری که تمامی توالی یا سکانس آکوردی، به ایجاد و گسترش فرم در قطعهٔ موسیقی کمک می‌کند.  

## توالی‌های رایج

### توالی‌های ساده‌
گام‌های دیاتونیک مانند مینور و ماژور، چون دارای چندین فاصلهٔ پنجم درست هستند، به خوبی ساختار خود را با آکوردهای معمولی می‌سازند. این گام‌ها در مناطقی غالب است که هارمونی بخشِ ذاتیِ موسیقی است (برای مثال در دوران قواعد مشترک).  در سویی دیگر و در موسیقی عربی و هندی که از گام دیاتونیک استفاده می‌شود، تعدادی گام‌های غیر دیاتونیک نیز وجود دارد که در آن، موسیقی هیچ تغییری در آکورد ندارد و همیشه روی آکورد اصلیِ گام باقی می‌ماند. این ویژگی در سبک‌های هارد راک، هیپ هاپ، فانک، دیسکو، جاز و غیره نیز مشاهده شده‌است.
تناوب بین دو آکورد، ممکن است به‌عنوان اساسی‌ترین «توالی آکورد» برای یک قطعهٔ موسیقی در نظر گرفته شود. بسیاری از قطعات شناخته‌شده به صورتی هماهنگ، بر اساس تکرار دو آکورد در یک گام ساخته می‌شوند. برای مثال، شمار زیادی از ملودی‌های ساده‌تر در موسیقی کلاسیک به‌طور کامل یا بیشتر، از تناوب بین دو آکوردِ تونیک (I) و نمایان (V، گاهی اوقات با یک هفتم اضافه‌شده) تشکیل شده‌است.

### توالی با سه آکورد
توالی با «سه‌آکورد» رایج‌ترین است، زیرا ممکن است هر نت از یک ملودی روی یکی از درجات گام ثابت بماند (و نیاز به آکورد سوم باشد). بیشتر اوقات برای ایجاد یک ترکیب دوبخشی، از «ریتم-هارمونی» با توالی «چهار‌آکورد» استفاده می‌شود (همان‌طور که در مثال زیر نشان داده می‌شود)، اما در هر کدام از توالی‌ها، دو آکورد از چهار آکورد، یکسانند: 
I → IV → V → V
I → I → IV → V
I → IV → I → V
I → IV → V → IV
اغلب آکوردها ممکن است متناسب با ملودی انتخاب شوند، اما به همان اندازه نیز ممکن است ملودی بر اساس «توالی آکورد» ساخته شود.
در موسیقی عامه‌پسندِ آفریقایی نیز توالی مشابه و فراوانی وجود دارد. آنها ممکن است با افزودن آکورد هفت یا درجاتی از گام‌های دیگر به آکورد، یا جایگزینیِ آکورد روتونیک (ii) از گام نسبی زیرنمایان (IV)، تغییر ایجاد کنند، (مانند: I→ii →V). همچنین این شیوۀ سکانس که حرکتی کادانس‌گونه دارد، یک «توالی آکورد» رایج (ii→V→I) در موسیقی جاز است.
توالی سه‌آکورد، پایهٔ هارمونیکِ بسیاری از موسیقی‌های عامه‌پسندِ آفریقایی و آمریکایی را فراهم می‌کند و این توالی‌ها در آثار فراوانی از موسیقی کلاسیک (مانند میزان‌های ابتدایی سمفونی شماره ۶ بتهوون.) استفاده شده‌است.
در جایی که توالیِ ساده‌ای چنان‌که باید، به راحتی کلِ ساختار هارمونیک یک قطعه را نشان نمی‌دهد، ممکن است برای تنوع بیشتر، توالی آکورد گسترش یابد. در بیشتر مواقع، فراز آغازین دارای توالی (I →IV→V→V) است که به یک آکورد حل نشده در نمایان ختم می‌شود؛ در عین حال  نیم‌جملهٔ بعدی با فرازی مشابه به تونیک برمی‌گردد و ساختاری با طولِ دو برابر، ارایه می‌دهد:
فراز اول: I→IV→V→V
فراز دوم: I→IV→V→I
علاوه بر مثال بالا، به جای فرم‌های «دوبخشی» (A-B)، یا «سه‌بخشی» (A–B–A)، چنین الگویی ممکن است با یک توالیِ متفاوت دیگر (مانند الگوی ۳۲ میزانی در موسیقی عامه‌پسند)، جایگزین شود (ر.ک. فرم).

### توالی در دایره پنجم‌ها
در «توالی دایره‌ای» که با این عنوان نامگذاری شده‌اند، معرفی آکورد درجه دومِ (ii) گام، بر جذابیت آن به‌عنوان شکلی مقدماتی برای «توالی دایره‌ای» تأکید دارد. «دایره پنجم‌ها، آکوردهای همسایه از نت پایه هستند که در رابطه با چهارم صعودی یا پنجم نزولی تشکیل شده‌اند». برای مثال، توالی (vi→ii→V→I) با هر حرکت، به فاصلهٔ یک چهارم به بالاتر از آکورد قبلی، صعود می‌کند. چنین حرکتی مبتنی بر روابط هارمونیکِ نزدیک، «بی‌شک رایج‌ترین و قوی‌ترین توالی هارمونیک» را ارائه می‌دهد. «توالی دایره‌ای» کوتاه، ممکن است با انتخاب مجموعه‌ای از دنبالهٔ آکوردها، به ترتیب از تونیک تا تمامیِ هفت آکوردِ گام دیاتونیک، تکمیل و گسترش یابد:
I→IV→viio→iii→vi→ii→V→I
این نوع توالی توسط بسیاری از آهنگسازان کلاسیک استفاده شد و به طور فزاینده‌ای، انعطافی ظریف از این نوع توالی را معرفی کردند؛ به‌ویژه در برخی مواقع جایگزینی آکوردهای ماژور (I→VI→II→V) به جای آکورد مینور (I→vi→ii→V) که دارای کروماتیسمی پیچیده‌تر است و همچنین امکان مدولاسیون را فراهم می‌کند. این مجموعهٔ هارمونیک توسط اجراکنندگان موسیقی عامه‌پسند آمریکایی نیز بهره برده شد و باعث تغییرات زیادی در موسیقی جاز اولیه گردید که به آنها لقب «توالی رگتایم» و «توالی استامپ» داده شد. برای مثال در قطعهٔ «من ریتم گرفتم» ساختهٔ جورج گرشوین، بسیار مورد استفاده قرار گرفته‌است.

### توالی هارمونیک
گوش انسان علاوه بر پذیرش زیربنای چرخشی آکوردها، می‌تواند نسبت به حرکت یک رشتهٔ خطیِ جدا (صعودی یا نزولی)، که از آکوردهای گام پیروی می‌کنند، واکنش خیلی خوبی نشان دهد. این آکوردها اغلب با عنوان «توالی گام» نامیده می‌شوند، زیرا آنها مراحلِ مختلف در گامِ خود را دنبال می‌کنند و این رشته از آکوردها را به خط باس تبدیل می‌کنند. در قرن هفدهم، خط باس نزولی را برای «تقسیم‌کردن از گام» مورد استفاده قرار دادند.
قطعهٔ «کانن در ر» اثرِ یوهان پاخلبل دارای هارمونی بسیار مشابه از این توالی است که با یک خط باس نزولی همراه است و در یک ترکیب پولیفونیک و مستقل از کانن، مرتب تکرار می‌شود. در این مثال: 
 «توالی هارمونیک» (جدا از فرم کانن یا تقسیم‌شده از آن) همراه با هشت آکورد از یک الگوی سکانسی پیروی می‌کنند:
توالی هارمونیک: I→V→vi→iii→IV→I→IV→V
توالی آکوردها: D→A→Bm→F♯m→G→D→G→A
در آن زمان، این اثر مانند دیگر آثار پاخلبل از مُد افتاد و قرن‌ها در گمنامی ماند اما از سال ۱۹۶۸ به بعد محبوبیت پیدا کرد و از دهه ۱۹۷۰، «توالی آکوردِ» این قطعه، در انواع موسیقی پاپ به صورت فزاینده‌ای مورد استفاده قرار گرفت.

### موسیقی بلوز و راک

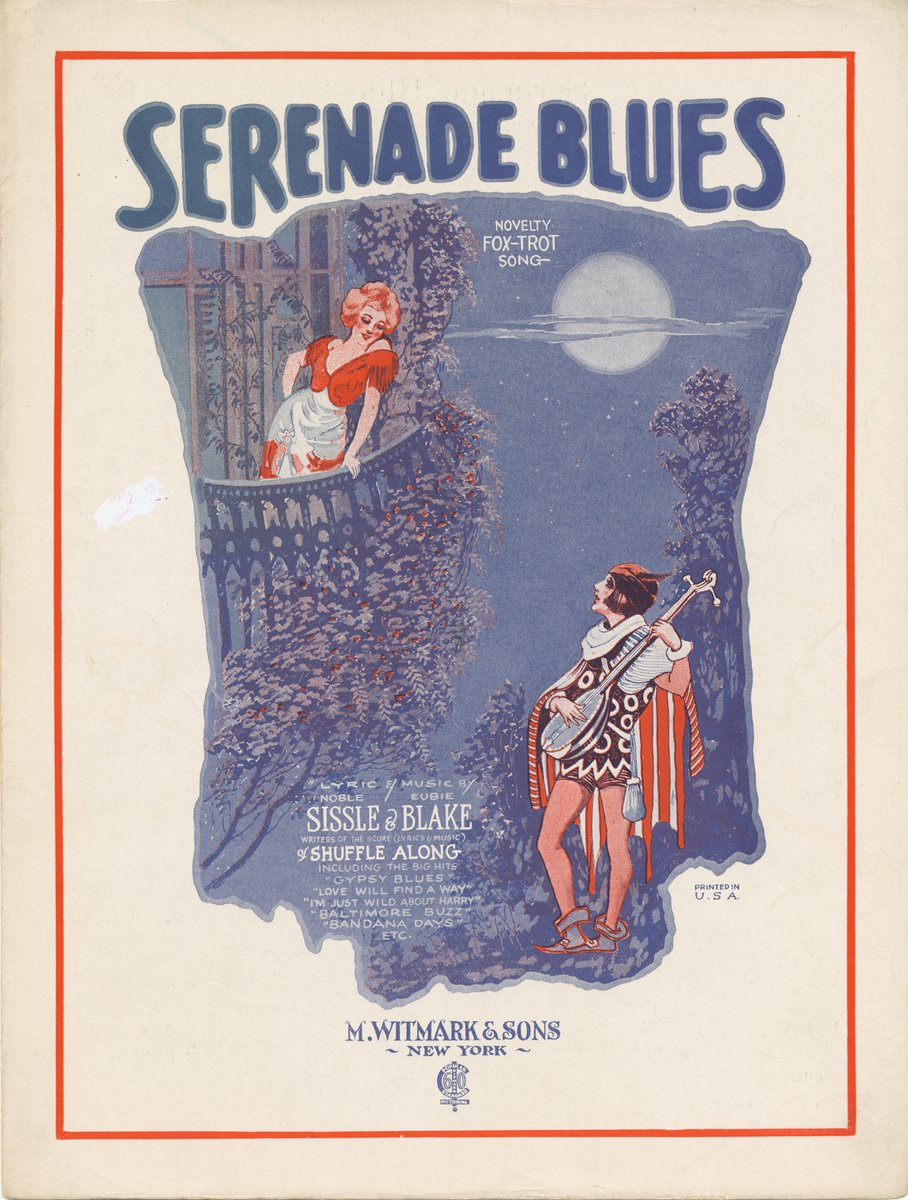
«توالی آکورد» در موسیقی بلوز، تأثیر زیادی بر موسیقی عامه‌پسندِ آمریکا در قرن بیستم بر جای گذاشت

در موسیقی راک و بلوز، نوازندگان برای استفاده از الگوی «توالی آکورد»، اغلب به اعداد رومی اشاره می‌کنند، زیرا این کار انتقال آهنگ به یک گام جدید را آسان‌تر می‌کند. به‌عنوان مثال در موسیقی راک و بلوز، اغلب آنها الگوی ۱۲ میزانی متشکل از توالیِ (I→IV→V) را به کار می‌گیرند. بنابر این یک الگوی ساده از «بلوزهای ۱۲ میزانی»، ممکن است درجات آن بدین صورت نوشته شود:
| شماره میزان | ۱۲–۹     | ۸–۵       | ۴–۱     |
| درجه‌های گام | V→IV→I→I | IV→IV→I→I | I→I→I→I |

با تمرکزِ نوازندگان بر روی اینگونه الگوی بلوز از توالی آکورد با اعداد رومی، گروه همراهی‌کننده یا «بخش ریتم» به راحتی می‌توانند با دستور سرپرست یا رهبر گروه، این الگو را در هر گامی که بخواهند، بنوازند. اگر در گام دو ماژور باشد، الگو بدین صورت اجرا می‌گردد: 
| شماره میزان  | ۱۲–۹    | ۸–۵     | ۴–۱     |
| آکوردهای گام | G→F→C→C | F→F→C→C | C→C→C→C |

یا اگر رهبر، این الگوی «توالی آکورد» را در سل ماژور بخواهد، بدین شکل اجرا خواهد شد: 
| شماره میزان  | ۱۲–۹    | ۸–۵     | ۴–۱     |
| آکوردهای گام | D→C→G→G | C→C→G→G | G→G→G→G |

«بلوزهای ۱۲ میزانی» و انواع مختلف آن که از توالی سه‌آکورد (I→IV→V) استفاده می‌کنند، ضبط‌های موفقیت‌آمیز و بی‌شماری را به‌ همراه داشته‌است، از جمله مهمترین خروجی‌هایی که در سبک راک اند رول وجود دارد، می‌توان به آثار چاک بری و لیتل ریچارد اشاره کرد. همچنین «توالی بلوز» (مانند بلوزهای چارلی پارکر یا «بلوز پرنده»)، دارای پیچیدگی کروماتیک و متراکمی در این نوع است.

## واژه‌نامه
1. ↑  Binary form
2. ↑  Ternary form
3. ↑  Ragtime progression
4. ↑  Stomp progression
5. ↑  I Got Rhythm
6. ↑  Twelve-bar blues
7. ↑  Bird blues

## یادکرد
1. ↑  George Whitefield Chadwick, Harmony: A Course of Study, 72nd ed. B. F.Wood Music, 1922, Introduction p. xv
2. ↑  Schoenberg, Arnold. Structural Functions of Harmony, Norton, 1954, p. 1.
3. ↑  Jonas, Oswald (1982). Introduction to the Theory of Heinrich Schenker, p.26 (1934: Das Wesen des musikalischen Kunstwerks: Eine Einführung in Die Lehre Heinrich Schenkers). Trans. John Rothgeb. شابک ‎۰−۵۸۲−۲۸۲۲۷−۶.
4. ↑  Chadwick, 1922, p.1
5. ↑  C. H. Kitson, Elementary Harmony, Part One, Oxford University Press, 1920, chapters 3–4.
6. ↑  Jeff Pressing (2002). "Black Atlantic Rhythm: Its Computational and Transcultural Foundations". Music Perception. University of California Press. 19 (3): 285–310. doi:10.1525/mp.2002.19.3.285. JSTOR 10.1525/mp.2002.19.3.285.
7. ↑  "Archived copy" (PDF). Archived from the original (PDF) on 19 July 2011. Retrieved 6 May 2011.{{cite web}}:  نگهداری یادکرد:عنوان آرشیو به جای عنوان (link)
8. ↑  "Chord Progressions". guitaralliance.com. Retrieved 1 February 2019.
9. 1 2  Benward, Bruce; Saker, Marilyn (2003). Music: In Theory and Practice. Vol. I (7th ed.). p. 178. ISBN 978-0-07-294262-0.
10. ↑  Gjerdindan, Robert. 2007a. Music in the Galant Style: Being an Essay on Various Schemata Characteristic of Eighteenth-Century Music for Courtly Chambers, Chapel, and Theaters, Including Tasteful Passages of Music Drawn from Most Excellent Chapel Masters in the Employ of Noble and Noteworthy Personages, Said Music All Collected for the Readers Delectations on the World Wide Web. Oxford University Press.
11. ↑  Levine, Alexandra S. (9 May 2019). "How 'Canon in D Major' Became the Wedding Song". The New York Times. Retrieved 29 November 2021.
12. ↑  "Funeral survey charts the demise of popular hymns". Co-Operative Funeralcare. 24 October 2012. Retrieved 28 December 2016.